# Morgane la sirène

 Morgane la sirène est un film muet français réalisé par Léonce Perret et sorti en 1928.

## Fiche technique
- Réalisation : Léonce Perret
- Scénario : Léonce Perret, d'après le roman de Charles Le Goffic (1898)
- Décors : Jacques-Laurent Atthalin
- Photographie : Léonce-Henri Burel, René Colas, Giovanni Ventimiglia et Georges Lucas
- Société de production : Franco Films
- Lieux de tournage : Studios de la Victorine[1]
- Format : Muet - Noir et blanc -- 1,33:1 -- 35 mm
- Durée : 90 min
- Date de sortie :
  - France : 2 mars 1928

## Distribution
- Claire de Lorez : Morgane
- Iván Petrovich : Georges de Kerduel
- Josyane : Annette Le Foulon
- Robert Damorès : Le Foulon
- Rachel Devirys : Mme Le Foulon
- André Liabel : Yvon
- Alice Tissot : Gertrude
- Flore Deschamps : Jannick
- Gerald Fairbanks : Fanch
- Pierre Renoir
- Georges Charlia
- Georges Térof
- Félix Dupont
- Alexandre Mathillon
- Mauclair
- M. Fabrice
- L. Johnston
- M. Violette